# Clasificación de UEFA para los Juegos Olímpicos
La Clasificación de UEFA para los Juegos Olímpicos o también conocido como el Preolímpico de UEFA era el torneo organizado por la UEFA que servía para definir los clasificados al Torneo Olímpico de Fútbol entre 1956 a 1988 hasta que en la Edición de 1992 la UEFA tomó la decisión de que a partir de ese año, la Eurocopa Sub-21 reemplazaría al Preolímpico de UEFA, dónde los mejores calificados en la tabla final del torneo clasificarían a los Juegos Olímpicos, formato que se mantiene hasta la actualidad.

## Historia

### Antecedentes
En 1908 se creó el primer Torneo Olímpico de Fútbol de selecciones en la edición de Londres 1908 de los Juegos Olímpicos, cómo el Fútbol estaba empezando en aquellos años, solo se inscribieron 8 selecciones de las cuales 2 se retiraron, y debido a la poca cantidad de participantes, no se vio necesario hacer un torneo previo a las posteriores citas olímpicas, a excepción de Sudamérica en el que el Campeonato Sudamericano sirvió como clasificación a los Juegos Olímpicos por parte de la Conmebol, pero solo sirvió como clasificación en tan solo 3 ocasiones (1923, 1927 y 1935)  Y En 1948 y 1952 tampoco hubo ningún torneo clasificatorio.

### Inicios
No fue hasta 1956 que debido a la inmensa cantidad de equipos inscritos se hizo la Primera clasificación para los Juegos Olímpicos a nivel mundial, en el caso de Europa el torneo era simple:
- Los 8 de los 11 equipos inscritos jugaron enfrentamientos entre sí de ida y vuelta

Aunque por un lado fue un poco injusto debido a que los 3 equipos restantes (Alemania Federal, Polonia y Turquía) clasificaron automáticamente sin ninguna razón en específico, aunque estos 2 últimos tampoco clasificaron debido a que se retiraron.
Aunque este era apenas la primera edición y por ello el formato no era tan bien a diferencia de las posteriores ediciones, finalmente los resultados quedaron de la siguiente manera:
| Equipo 1        | Agr. | Equipo 2             | Ida | Vuelta |
| --------------- | ---- | -------------------- | --- | ------ |
| Bulgaria        | 5–3  | Reino Unido          | 2–0 | 3–3    |
| Yugoslavia      | w/o  | Rumania              | —   | —      |
| Hungría         | w/o  | Alemania Democrática | —   | —      |
| Unión Soviética | 7–1  | Israel               | 5–0 | 2–1    |